# Championnat d'Afrique masculin de volley-ball 2005
Navigation
Édition précédente Édition suivante
Le 15e championnat d'Afrique de volley-ball masculin s'est déroulé du 22 au 29 septembre 2005 au Caire, Égypte. Il a mis aux prises les dix meilleures équipes continentales.

## Classement 1-4
|  | Demi-finales                                 | Demi-finales                     |                        |   | Finale                                 | Finale                                 |
|  | Demi-finales                                 | Demi-finales                     |                        |   | Finale                                 | Finale                                 |
|  |                                              |                                  |                        |   |                                        |                                        |
|  | 28 septembre (25-19 25-19 25-19)             | 28 septembre (25-19 25-19 25-19) |                        |   | 29 septembre (25-16 25-23 22-25 25-19) | 29 septembre (25-16 25-23 22-25 25-19) |
|  | 28 septembre (25-19 25-19 25-19)             | 28 septembre (25-19 25-19 25-19) |                        |   | 29 septembre (25-16 25-23 22-25 25-19) | 29 septembre (25-16 25-23 22-25 25-19) |
|  | Égypte                                       | 3                                |                        |   | 29 septembre (25-16 25-23 22-25 25-19) | 29 septembre (25-16 25-23 22-25 25-19) |
|  | Égypte                                       | 3                                |                        |   | 29 septembre (25-16 25-23 22-25 25-19) | 29 septembre (25-16 25-23 22-25 25-19) |
|  | Maroc                                        | 0                                |                        |   | 29 septembre (25-16 25-23 22-25 25-19) | 29 septembre (25-16 25-23 22-25 25-19) |
|  | Maroc                                        | 0                                | Égypte                 | 3 |                                        |                                        |
|  | 28 septembre (19-25 19-25 25-23 25-22 15-10) |                                  | Égypte                 | 3 |                                        |                                        |
|  |                                              | Tunisie                          | 1                      |   |                                        |                                        |
|  | Tunisie                                      | Tunisie                          | 1                      | 3 |                                        |                                        |
|  | Tunisie                                      |                                  |                        | 3 |                                        |                                        |
|  | Cameroun                                     | 2                                |                        |   |                                        |                                        |
|  | Cameroun                                     | 2                                | Match pour la 3e place |   |                                        |                                        |
|  |                                              |                                  |                        |   |                                        |                                        |
|  | 29 septembre (21-25 16-25 20-25)             |                                  |                        |   |                                        |                                        |
|  |                                              |                                  |                        |   |                                        |                                        |
|  | Maroc                                        | 0                                |                        |   |                                        |                                        |
|  | Maroc                                        | 0                                |                        |   |                                        |                                        |
|  | Cameroun                                     | 3                                |                        |   |                                        |                                        |
|  | Cameroun                                     | 3                                |                        |   |                                        |                                        |

## Classement final
| Place              | Équipe         |
| ------------------ | -------------- |
| Médaille d'or      | Égypte         |
| Médaille d'argent  | Tunisie        |
| Médaille de bronze | Cameroun       |
| 4                  | Maroc          |
| 5                  | Rwanda         |
| 6                  | Nigeria        |
| 7                  | RD Congo       |
| 8                  | Afrique du Sud |
| 9                  | Botswana       |
| 10                 | Soudan         |

## Distinctions individuelles
| MVP: Nziemi Jean Merlin (CMR)      |
| Attacker: Nziemi Jean Merlin (CMR) |
| Blocker: Odelay Vincent (CMR)      |
| Setter: Abdellah Ahmed (EGY)       |
| Receiver: Abdellah Ahmed (EGY)     |
| Server: Abdellah Ahmed (EGY)       |
| Libero: Anouer Taouerghi (TUN)     |